# Meindert Klem
Meindert Gerrit Klem (Ámsterdam, 16 de octubre de 1987) es un deportista neerlandés que compitió en remo.
Ganó una medalla de bronce en el Campeonato Mundial de Remo de 2009, en la prueba de ocho con timonel. Participó en dos Juegos Olímpicos de Verano, ocupando el cuarto lugar en Pekín 2008 (ocho con timonel) y el undécimo en Londres 2012 (dos sin timonel).

## Palmarés internacional
| Campeonato Mundial | Campeonato Mundial | Campeonato Mundial | Campeonato Mundial |
| Año                | Lugar              | Medalla            | Prueba             |
| ------------------ | ------------------ | ------------------ | ------------------ |
| 2009               | Poznań (Polonia)   | Medalla de bronce  | Ocho con timonel   |